# Elise Spaeth
Elise Spaeth (geboren am 9. November 1868 in Bremenstall (heute Fürth); gestorben am 26. April 1935 in Erlangen) war eine deutsche Lehrerin und Lokal-Politikerin (DDP).

## Leben
Elise Spaeth war Tochter eines Bäckermeisters und hatte unmittelbar nach ihrem eigenen Schulabschluss die Laufbahn als Lehrerin eingeschlagen. 1886 legte sie im Königlichen Lehrerinnenseminar von Aschaffenburg die Abschlussprüfung ab und praktizierte dann in Stadeln an der Volksschule, nahm bald aber eine finanziell aussichtsreichere Stellung als Privatlehrerin an. Aushilfsweise war sie auch in Erlangen an der dortigen Höheren Töchterschule und der Volksschule tätig. 1890 bestand sie in Speyer das Staatsexamen, bald darauf die Prüfung für Englischlehrerinnen. In der gleichen Zeit trat sie dem Allgemeinen Deutschen Lehrerinnenverein (ADLV) bei, ab 1898 war sie in dem von Helene Sumper gegründeten Bayerischen Lehrerinnenverein tätig. In Roth versah sie den Dienst an als Aushilfslehrerin bis hin zur Schulprovisorin (Verwalterin) und erhielt 1901 schließlich eine Zusage als Schulprovisorin der ihr bereits bekannten Volksschule in Erlangen. Diese Stelle trat sie am 1. Mai 1901 an und stieg dort zum 2. Mai 1904 zur Schulverweserin auf.
Sie organisierte die Lehrerinnen Erlangens und stieß zum 21. Oktober 1910 die Gründung des Erlanger Bezirkslehrerinnenvereins an, dessen Vorsitz sie zwischen 1914 und 1926 übernahm; danach wurde sie Vorsitzende des Bayerischen Lehrerinnenvereins. Auch im ADLV war sie bekannt als pädagogisch wie politisch zielstrebige Frau.
Sie trat 1918 der Deutschen Demokratischen Partei (DDP) bei und war im Folgejahr zunächst Rednerin bei geschlossenen Frauenveranstaltungen ihrer Partei in Erlangen. Dann stellte sie sich im Wahlkampf bei der ersten Stadtratswahl am 15. Juni 1919 als Kandidatin zur Verfügung und warb für die Einrichtung eines Wohlfahrtsamts, welches Wohlfahrtspflege und Jugendfürsorge koordinieren sollte. Ferner forderte sie Unterstützung bei der Bildung von Kriegswaisen und die Einstellung von (mehr) weiblichem Personal in Schulen, Schulverwaltung und Schulaufsichtsbehörden. Neben der Weberin Margarete Dressel war Spaeth eine von zwei Frauen unter den 30 gewählten Stadträten und war fortan im Bildungs- und Verwaltungsausschuss tätig sowie als Pflegerin für Städtische Einrichtungen. Anders als Dressel versah Spaeth ihr Amt für die gesamte Legislaturperiode bis Ende Dezember 1924.
Sie wurde ferner im Juni 1922 zum Mitglied der Disziplinarkammer für nichtrichterliche Beamte beim OLG Nürnberg ernannt; sowie zur Schulleiterin der Volksschule (heute Loschge-Grundschule). Zum 1. Juli 1925 wurde sie zur Oberlehrerin befördert. Am 1. April 1933 schied sie krankheitsbedingt aus dem Schuldienst aus und starb zwei Jahre später. Ihr Grab befand sich auf dem Altstädter Friedhof in Erlangen.
1966 wurde ihr zu Ehren eine Straße im Neubaugebiet auf der „Brucker Höhe“ in Erlangen benannt.